# Wandella pallida
Espèce
Wandella pallida est une espèce d'araignées aranéomorphes de la famille des Filistatidae.

## Distribution
Cette espèce est endémique d'Australie-Occidentale. Elle se rencontre à Jeremiah Hills.

## Description
Le mâle holotype mesure 3,5 mm et la femelle paratype 3,1 mm.

## Publication originale
- Gray, 1994 : A review of the filistatid spiders (Araneae: Filistatidae) of Australia. Records of the Australian Museum, vol. 46, no 1, p. 39-61 (texte intégral).